# Apartamentos Papales
Los Apartamentos Papales (en italiano: Appartamento Papale; literalmente, Apartamento Papal) es la designación no oficial para la serie de apartamentos, tanto privados como estatales, que están situados alrededor de un patio (el patio de Sixto V o Cortile di Sisto V)  en los dos lados de la tercera planta (en la parte superior) del Palacio Apostólico en la Ciudad del Vaticano.
Desde el siglo XVII los Apartamentos Papales han sido la residencia oficial del papa por su condición religiosa (como sumo pontífice). Antes de 1870, la residencia oficial del papa en su condición temporal (como soberano de los Estados Pontificios) fue el Palacio del Quirinal, que ahora es la residencia oficial del presidente de la República Italiana. Los Apartamentos Papales son nombrados en italiano con varios términos, incluyendo appartamenti nobili y appartamenti pontifici.

## Edificio
Los apartamentos incluyen una decena de habitaciones, que incluyen un vestíbulo, una pequeña oficina de estudio para el secretario papal, el estudio privado del Papa, el dormitorio del Papa en la esquina del edificio, instalaciones médicas (que incluyen el equipo necesario para una cirugía dental de emergencia), un comedor, una pequeña sala de estar y una cocina. Hay un jardín en la azotea y un cuarto de servicio para las monjas (Benedictinas alemanas) que dirigen la Prefectura de la Casa Pontificia. Es desde una ventana de su estudio pequeño donde el Papa saluda y bendice a los peregrinos en la Plaza de San Pedro los domingos. La biblioteca privada ha sido descrita como una gran habitación con dos ventanas con vistas a la Plaza de San Pedro. La Capilla particular del Papa tiene una pintura del pintor polaco Jan Henryk de Rosen, que le fue encargado por el Papa Pío XI, que representa dos episodios de la resistencia polaca (contra los tártaros y contra los bolcheviques) enmarcando el rostro de la Virgen negra de Czestochowa.

## Residencia
Los Papas viven habitualmente en los Apartamentos Papales a excepción de los meses de julio a septiembre, cuando el Palacio de Castel Gandolfo es la residencia oficial de verano. Tres de los últimos seis Papas, Juan XXIII, Juan Pablo I y Juan Pablo II fallecieron en esos apartamentos; otro, Pablo VI, murió en Castelgandolfo, mientras que otro mas, Benedicto XVI, renunció y vivió en Castel Gandolfo antes de mudarse a su nueva residencia en el Monasterio Mater Eclesiae de la Ciudad del Vaticano donde vivió hasta su muerte el 31 de diciembre de 2022. 
Sin embargo, el Papa Francisco, después de su elección, se negó a mudarse a los Apartamentos Papales prefiriendo permanecer en su residencia de dos habitaciones en la Domus Sanctae Marthae, donde falleció el 21 de abril de 2025.
A pesar de ello, y tras la muerte de Papa Francisco los Apartamentos Papales fueron sellados como manda la tradición. 
Tras su elección, el Papa León XIV, regresó nuevamente a residir en ellos.  